# Cieger András
Cieger András (Budapest, 1973. szeptember 27. –) történész, a HUN-REN Bölcsészettudományi Kutatóközpont Történettudományi Intézetének tudományos tanácsadója.

## Életpályája
Alap- és középfokú tanulmányait Budapesten végezte; majd az ELTE Bölcsészettudományi Karának történelem–politikaelmélet szakos hallgatója. PhD fokozatát 2003-ban szerezte Lónyay Menyhért politikai pályájának feldolgozásával. 2023-tól az MTA doktora a dualizmus kori képviselőházról írt munkájával.

### Munkahelyek[1]
- 1997–1999. egyetemi tanársegéd - ELTE ÁJK Politológia Tanszék
- 1999–2003. fiatal kutató - MTA Történettudományi Intézete
- 2003–2004. tudományos segédmunkatárs - ELTE Bölcsészettudományi Kar Új- és Jelenkori Magyar Történeti Tanszék
- 2004–2006. tudományos munkatárs - ELTE BTK Új- és Jelenkori Magyar Történeti Tanszék
- 2007–2011. tudományos munkatárs - ELTE BTK Atelier – MTA TKI
- 2012–2014. tudományos munkatárs - MTA Bölcsészettudományi Kutatóközpont Történettudományi Intézet
- 2015–2023. tudományos főmunkatárs - MTA Bölcsészettudományi Kutatóközpont Történettudományi Intézet
- 2023– tudományos tanácsadó - ELKH BTK Történettudományi Intézet

### Családja
Felesége: Ciegerné Novák Veronika

## Fontosabb művei[1]
- Magyarország politikai kultúrája a dualizmus időszakában. (Módszertani áttekintés.) Múltunk, (2000) 3. 3–51.
- A hatalomra jutott liberalizmus és az állam a dualizmus első felének magyar politikai gondolkodásában. Századvég, 20. (2001) tavasz, 95–118.
- Társasági élet "hivatalból". A politika szereplői által rendezett társaséleti események Budapesten a dualizmus korában. Budapesti Negyed, 46. (2004) tél, 313-330.
- Sichtweisen der Verwaltungsautonomien 1848–1918. In: Autonomien in Ungarn 1848–2000.Verfasst von András Cieger, Jenő Gergely usw. L'Harmattan Kiadó, Bp., 2006. 22–77. [TDI Könyvek 5.]
- Lónyay Menyhért 1822–1884. Szerepek – programok – konfliktusok. Századvég Kiadó, Bp., 2008. 557.
- „Királyi demokrácia”. Szabadságjogok a magyar liberálisok reformterveiben 1867 után. Aetas, 24. (2009) 3. 55–82.
- Liberalism şi interes de putere. Dileme politice privind libertăţile individuale şi cetăteneşti din perioda dualismului din Ungaria. In: 140 de ani de legislaţie minoritară in Europa Centrală şi de Est. Ed. Gidó Attila–Horváth István–Pál Judit. Cluj-Napoca, 2010. 103–118.
- A politikus mint hivatás a 19. században? Korall, (42) 2010. december, 131–150.
- Politikai korrupció a Monarchia Magyarországán. Napvilág Kiadó, Bp., 2011. 208.
- Megbocsátás, elhallgatás, együttműködés. Az 1867-es rendszerváltás és a múlt öröksége. In: Identitásaink és (el) hallgatásaink. Korrajz. A XXI. Század Intézet évkönyve. Szerk. Fricz Tamás–Lánczi András. XXI. Század Intézet, Bp., 2011. 27–42.
- Mindennapok a Tisztelt Házban. In: Rendiség és parlamentarizmus Magyarországon: A kezdetektől 1918-ig. Szerk. Dobszay Tamás, Forgó András, Ifj Bertényi Iván, Pálffy Géza, Rácz György, Szijártó M István. Argumentum Kiadó, Bp., 2013. 405–419.
- Küzdelem az arénában: Az erőszak szerepe a magyar parlamenti politizálásban a dualizmus korában. Aetas, 31. (2016) 1. 102-131.
- 1867 szimbolikus világa: Tanulmányok a kiegyezés koráról. Budapest, MTA BTK Történettudományi Intézet 2018. 211 p.
- A magyar országgyűlés a dualizmus korában I.: A képviselőház (1865-1918) Budapest, Országház Könyvkiadó 2021. 460 p.
- The Symbolic World of 1867: Self-Representation of the Dual Monarchy in Hungary In: Gyáni, Gábor (szerk.) The Creation of the Austro-Hungarian Monarchy: A Hungarian Perspective. New York, Routledge of Taylor and Francis Group 2021, pp. 39–69.

## Díjak, kitüntetések
- Akadémiai Ifjúsági Díj (2009)[1]